# Campagne de Serbie (1918)
Pour les articles homonymes, voir Campagne de Serbie.
Première Guerre mondiale
Batailles
Front des Balkans
- Front austro-serbe : Campagne de Serbie (7-1914)
- Campagne de Serbie (10-1915)
- Le Cer (8-1914)
- La Kolubara (9-1914)
- Salonique (10-1915
- Krivolak (10-1915)
- Kosovo (11-1915)
- Kosturino (12-1915)
- 1re Doiran (8-1916)
- Strymon (8-1916)
- Kaïmatchalan (9-1916)
- 1re Monastir (9-1916)
- 2e Monastir (3-1917)
- 2e Doiran (4-1917)
- Skra-di-Legen (5-1918)
- Vardar (9-1918)
- Dobropolje (9-1918)
- 3e Doiran (9-1918)
- Uskub (9-1918)
- Campagne de Serbie (9-1918)

Front d'Europe de l'Ouest
Front italien
Front d'Europe de l'Est
Front africain
Front du Moyen-Orient
Bataille de l'Atlantique
Après la rupture du front de Macédoine au milieu du mois de septembre 1918, les troupes franco-serbes se ruent à l'assaut des territoires serbes conquis en 1915 par les puissances centrales. Menant une guerre de mouvement, les troupes alliées, essentiellement franco-serbes, reconquièrent en un mois le territoire du royaume, les tentatives austro-allemandes de contrer cette avancée victorieuse se révélant rapidement vaines. Ainsi, à partir de la fin du mois de septembre, le commandement allié fait remonter ses unités vers le Nord, tandis que les Allemands et les Austro-hongrois tentent de freiner les troupes de l'Entente qui avancent inexorablement vers Belgrade, capitale du royaume de Serbie et objectif assigné aux troupes alliées.

## Armées en présence
Les unités déployée sur le front de Macédoine mènent alors depuis deux ans une guerre épuisante ; dans le même temps, le blocus allié contribue à affaiblir durablement les unités bulgares démotivées. De plus, les reconnaissances aériennes fournissent aux Alliés une vision assez précise du dispositif des puissances centrales dans la région.

### Puissances centrales
Les unités des puissances centrales déployées pour affronter les divisions alliées sont utilisées pour tenter de sécuriser les multiples voies d'invasion de la Macédoine, contre l'avis des militaires bulgares ; ainsi, le commandant allemand von Scholz tient en arrière ses réserves éparpillées sur la longueur du front, se privant de la capacité de rameuter rapidement en direction les secteurs menacés ses unités maintenues en réserve.
La totalité des effectifs déployés en Macédoine, peu de temps avant l'ouverture de la campagne, ne dépasse pas 26 bataillons, en partie démotivés, appuyés par une artillerie forte de 140 pièces ; de plus, l'équipement se révèle rapidement déficient. Après la rupture du front en Macédoine, les Austro-allemands rameutent des autres fronts des effectifs afin de parer au plus pressé ; cependant, les unités acheminées se montrent incapables de stopper l'avance franco-serbe vers le Danube.

### Puissances alliées et associées
Les Alliés concentrent pour lancer l'offensive de rupture destinées à reconquérir la Serbie une force impressionnante, composée de 75 bataillons français et serbes, appuyés par 580 pièces d'artillerie de tous calibres.
Ces bataillons serbes, en fait les deux premières armées serbes, comptent 140 000 soldats, motivés par la perspective de libérer leur pays.

## La rupture du front de Macédoine

### La bataille de Doiran

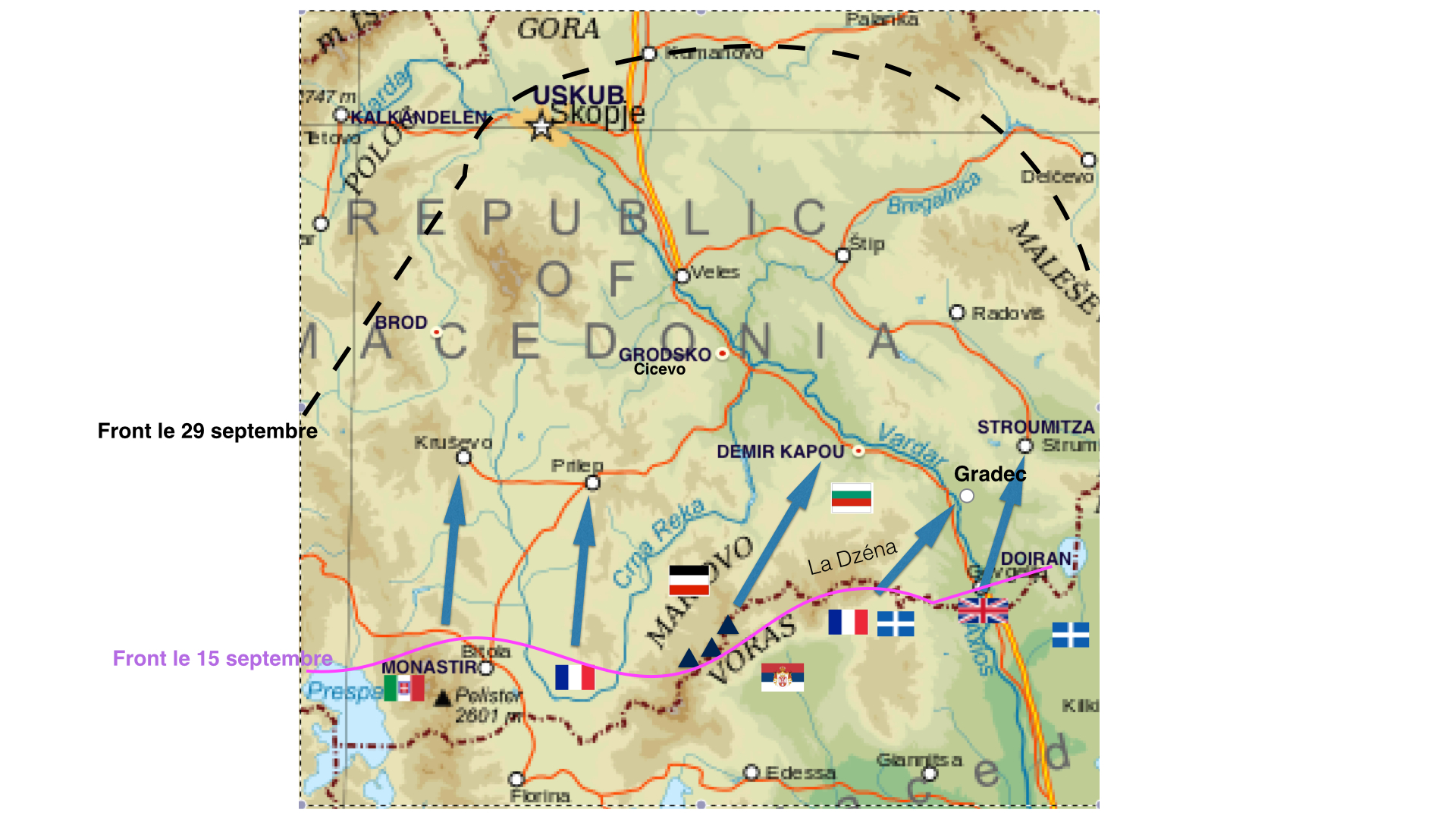
La manœuvre d'Uskub permet d'enfoncer l'armée bulgare exsangue et de mener une vaste guerre de mouvement à l'échelle de la Serbie, encore occupée par les Austro-hongrois.

Lors de la bataille de Doiran, 75 000 soldats britanniques, appuyés par les troupes grecques, attaquent 35 000 soldats bulgares, mal ravitaillés et surtout épuisées par la guerre de position qui se déroule depuis trois années en Macédoine. Les Bulgares parviennent à repousser l'assaut, mais leurs troupes sont retenues et ne peuvent rejoindre la vallée du Vardar. Devant les avancées franco-serbes sur l'ensemble du front, et sur conseil des Allemands, l'armée bulgare se retire.
Menée avec le plus grand soin,, la préparation de l'offensive alliée contre le front germano-bulgare en Macédoine ne passe pas inaperçue des reconnaissances aériennes allemandes et bulgares ; quelques unités sont ainsi redéployées afin de pouvoir affronter une offensive analysée par les stratèges des puissances centrales comme mineure.
Le 15 septembre 1918, les troupes franco-serbes s'ébranlent contre des positions germano-bulgares écrasées par une puissante préparation d'artillerie,. Une fois la rupture obtenue sur l'ensemble du front, le 18 septembre, l'exploitation commence : engagées dans les vallées du Vardar et de la Cerna, les troupes franco-serbes sont à peine stoppées par des troupes germano-bulgares en déroute.
Au terme d'une semaine de combats acharnés, Uskub, nœud de communication des armées des puissances centrales en Macédoine, est prise par les troupes franco-serbes, par une attaque prenant les unités alors dans la ville par surprise ; la conquête de la ville par les 3 000 soldats de la colonne Jouinot-Gambetta permet aux soldats français et serbes qui la composent de se rééquiper et prive les troupes des puissances centrales de leur principal base de ravitaillement dans les Balkans. De plus, en prenant la ville, les troupes franco-serbes privent les unités engagées plus au Sud de leurs voies de retraite vers la Bulgarie et les Empires centraux : rapidement, la IXe armée allemande, composée de Bulgares, d'Austro-hongrois et d'Allemands, forte de 69 000 hommes, est forcée de se rendre.
Enfin, le caractère linéaire du dispositif des puissances centrales dans le secteur empêche son rétablissement rapide, face à une aviation et une cavalerie alliées qui bombarde ou talonne les unités austro-allemandes en retraite.

### L'armistice bulgare
Le 26 septembre 1918, la défaite bulgare est consommée, le gouvernement de Sofia demande l'armistice ; au terme de quelques heures d'échanges entre la délégation bulgare et le commandement français, l'armistice est signée à Thessalonique le 29 septembre.
Les conditions sont particulièrement dures pour le royaume vaincu ; en effet, elles stipulent notamment l'évacuation rapide des territoires serbes contrôlés par l'armée bulgare. Elles mentionnent également une occupation alliée de points d'appui sur le territoire bulgare, en gage de la rupture avec le Reich : cette clause vise notamment à écarter une occupation de territoires bulgares par les seules unités serbes.
Cette suspension d'armes menace l'ensemble des conquêtes des puissances centrales dans les Balkans, et notamment la pérennité de la présence austro-hongroise en Serbie. En effet, les troupes des puissances centrales positionnées sur le front de Macédoine sont placées depuis 1916 sous le commandement nominal bulgare ; de plus, des unités bulgares étayent le front austro-hongrois en Albanie et en Macédoine et leur retrait menace la cohésion du dispositif austro-hongrois dans la région.

### Réactions austro-allemandes
Face à la reddition bulgare, les stratèges allemands et austro-hongrois se proposent de parer au plus pressé.
Erich Ludendorff, alors premier quartier maître général de l'armée impériale allemande, propose par exemple une action militaire contre le gouvernement à Sofia tout en envisageant la concentration d'une armée austro-allemande en Serbie afin de stopper l'avance alliée, mais la faiblesse des réserves des puissances centrales à ce moment du conflit interdit une mise en œuvre rapide de cette solution sans grave conséquence pour l'approvisionnement de l'Autriche-Hongrie.

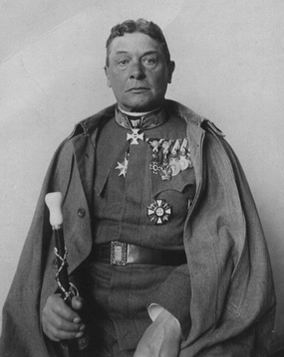
Hermann Kövess, responsable des unités germano-austro-hongroises chargées de stopper les troupes franco-serbes.

Ainsi, le premier quartier-maître général de l'armée allemande concentre dans la région de Niš plusieurs divisions d'infanterie, sous l'autorité d'un gouverneur militaire nommé pour l'occasion. Ainsi, d'accord avec le commandement austro-hongrois, est planifiée une ligne de front devant bloquer l'avance victorieuse des troupes alliées au niveau de Niš : dès le 4 octobre 1918, son commandant, l'Austro-hongrois Hermann Kövess réorganise le front, disposant des pleins pouvoirs. composée de troupes d'élite austro-allemandes, correctement ravitaillée par une noria de trains qui arrivent depuis le Reich, cette force austro-allemande regroupant de 11 divisions reçoit pour mission de couvrir le gouvernement général de Serbie, et tenir la ligne de front entre Scutari et la frontière bulgare. Un front organisé se met ainsi rapidement en place et démontre son caractère opérationnel le 30 octobre.
Cependant, en dépit de ces contre-mesures, Hindenburg, l'un des principaux responsables militaires du Reich en guerre, doit acter, face aux succès franco-serbes, l'accélération du processus qui conduit à la défaite des puissances centrales et demande l'ouverture de négociations en vue d'une suspension d'armes à l'Ouest et dans les Balkans,.
Enfin, les tentatives austro-allemandes témoignent d'une incompréhension face à l'audace des troupes franco-serbes positionnées à la pointe de l'offensive : selon les stratèges allemands, August von Mackensen notamment, les vastes manœuvres d'exploitation menées par des unités isolées de leurs arrière sont incompréhensibles voire inenvisageables.

## La remontée vers le Nord
La cessation des hostilités entre les Alliés et la Bulgarie remet en cause l'intégralité du dispositif des puissances centrales dans les Balkans, tout en brisant la continuité territoriale entre l'Allemagne et l'Autriche-Hongrie d'une part, l'empire ottoman de l'autre.
Cependant, il apparaît rapidement que, une fois la rupture du front obtenue, les unités franco-serbes exploitent la percée à travers la Serbie, dans des opérations fixant comme objectif la ligne du Danube. Ainsi, la libération du territoire serbe constitue rapidement un objectif réaliste pour les unités franco-serbes engagées sur ce front.

### Une vaste guerre de mouvement
La rupture du front de Macédoine dans les derniers jours de septembre 1918 crée la possibilité d'une remontée rapide des unités franco-serbes engagées face aux unités bulgares défaites. Cette exploitation est menée principalement par des unités de cavalerie franco-serbes, appuyées par les quelques pièces d'artillerie qui leur sont adjointes, dans des contrées aux conditions physiques et climatiques particulières. Une fois Uskub, en Macédoine serbe, conquise le 22 septembre au terme d'un raid audacieux, les unités austro-allemandes positionnées plus au Sud sont prises au piège et capitulent le 24 septembre.
Dès le 30 septembre, les unités alliées amplifient leur mouvement, talonnant de plus en plus fortement des unités austro-allemandes en retraite. L'exploitation de la percée est confiée à un groupe mobile composé de trois divisions de cavalerie appuyées par quelques automitrailleuses, commandées par Jouniot-Gambetta, stratégie misant toute son opération sur la rapidité de projection de son groupe mobile ; cette accélération des opérations semble ne pas avoir été prise suffisamment en compte par le commandement allemand, amplifiant la défaite des armées germano-austro-hongroises en Serbie.
Ainsi, rapidement, le plateau du Kosovo devient un objectif des troupes serbes engagées dans l'exploitation de la percée ; dans le même temps, entre le 9 et le 12 octobre 1918, Niš, soumise au pillage des troupes germano-austro-hongroises en retraite, est investie, puis conquise par des unités de la première armée serbe ; le 22, la ville de Paratschin, au Sud de Belgrade, est prise. Le Kosovo est aussi envahi, la ville de Mitrovica tombe le 22 octobre, permettant des opérations au Monténégro ou en Bosnie-Herzégovine.
Face à cette situation, le commandement germano-austro-hongrois ne peut que préparer la retraite de ses unités. Le 21 octobre, l'ordre de retraite est envoyé aux unités engagées dans les combats, alors que les stratèges austro-hongrois envisagent la constitution d'une ligne de défense à proximité de la frontière austro-serbe ; des unités y sont alors déployées pour permettre aux unités en retraite de franchir le Danube.
Durant toute la campagne dans le royaume, les troupes alliées sont appuyées par les partisans ayant participé aux insurrections qui jalonnent l'histoire de l'occupation austro-hongroise, attaquant les postes isolés, sabotant les voies de communication ; en dépit de la répression, les résistants serbes, par leur action, créent les conditions d'une évacuation accélérée du territoire serbe, parfois avant l'arrivée dans la région des troupes franco-serbes. De plus, les Serbes restés en Serbie multiplient les manifestations d'amitié envers les troupes franco-serbes perçues comme libératrices : les populations leur accordent de nombreux hommages, de nombreux cadeaux leur sont faits dans chaque agglomération serbe que ces troupes traversent. Ces troupes ont ainsi un environnement très favorable pour se ravitailler, se reposer, se renseigner sur les positions de l'ennemi et les chemins à prendre, et plus généralement avancer le plus rapidement possible.
Durant leur retraite, les armées germano-austro-hongroises multiplient les destructions, dynamitant les routes, les ponts, les voies ferrées.

### La prise de Belgrade
Objectif principal des troupes serbes engagées dans la campagne, Belgrade, la capitale serbe, est menacée par les pointes franco-serbes à partir du 22 octobre, après les victoires serbes à Alexinatz ; en effet, la veille, le Danube est atteint par les pointes de la cavalerie franco-serbe. Trois jours plus tard, les Allemands commencent à évacuer la ville.
En dépit de l'infériorité numérique et matérielle des troupes franco-serbes, celles-ci parviennent, avec des divisions épuisées et en piteux état, à reconquérir la capitale serbe, réalisant, selon l'historien Gérard Fassy, un « véritable exploit ».
Le 1er novembre, le régent Alexandre fait son entrée dans la capitale du royaume de Serbie.

### Opérations en Autriche-Hongrie
En dépit du déploiement de onze divisions austro-allemandes dans la région de Niš, l'avance alliée est à peine ralentie ; un repli sur les frontières de 1914 est ainsi envisagé par le chef d'état-major austro-hongrois, Arthur Arz von Straussenburg, mais la réussite de cette manœuvre est rapidement remise en cause par les succès alliés.
Ainsi, le 2 novembre, le territoire du royaume de Serbie est totalement évacué par les unités allemandes et austro-hongroises ; les unités franco-serbes lancent alors des opérations dans le Banat Hongrois, sans qu'aucune armée organisée ne s'oppose à leur avance. Dans le même temps, d'autres unités avancent en Bosnie-Herzégovine à partir du 4 novembre pour atteindre Kotor et son port de guerre.
D'autres opérations, plus vastes, sont planifiées par les stratèges de l'Armée d'Orient, visant la Bohême et la Bavière, mais, se heurtant à d'immenses difficultés logistiques et politiques, ces projets sont rapidement écartés par le commandement inter-alliés, dès le 4 novembre 1918,.
Enfin, la proclamation d'indépendance de l'État des Slovènes, Croates et Serbes rompt toutes les communications, aussi bien entre le haut-commandement austro-hongrois et les unités de l'armée commune déployées dans les Balkans qu'entre Hermann Kövess, commandant de cette armée, et les unités placées sous ses ordres, amplifiant la déroute de ses unités.

## Conséquences

### Rupture de la liaison directe entre les Puissances centrales et l'empire ottoman
Dès les premiers succès alliés, la liaison directe entre le Reich et l'Autriche-Hongrie, d'une part, et l'empire ottoman, de l'autre, est directement menacée dans la région de Niš, posant avec acuité la question du maintien des Ottomans dans le conflit.
En effet, la remontée rapide des Alliés en direction de Belgrade, entraînant la prise de contrôle de tronçons du Bagdadbahn, rouvert en janvier 1916, remet en cause les approvisionnements du Reich à la Porte, indispensables pour le maintien de l'empire ottoman dans le conflit.
Cette nouvelle rupture de la continuité territoriale entre le bloc centre-européen des Puissances centrales et l'empire Ottoman alors agonisant, accélère la débâcle ottomane, tandis que les Britanniques mettent en déroute les faibles troupes ottomanes qui leur sont opposées en Palestine. Abandonnés par leur allié allemand, les ottomans, isolés par la défaite bulgare, ouvrent des négociations avec les Britanniques pour mettre un terme à leur participation dans le conflit.

### Arrêt des hostilités
Consécutivement aux victoires alliées sur le front italien et en Serbie, l'Autriche-Hongrie, défaite, demande les conditions alliées pour la cessation des hostilités avec les Alliés.
Entre le 29 et le 31 octobre, des négociations se déroulent sur le front italien, prélude à l'amistice de Villa Giusti, entre l'Autriche-Hongrie et les Alliés.
Ne s'estimant pas liés par les clauses de la convention signée en Italie, les Hongrois signent un accord de cessation des hostilités le 13 novembre 1918, à Belgrade.

### Le retrait austro-hongrois du conflit
Dans le contexte de la débâcle austro-hongroise, la campagne de Serbie constitue l'un des facteurs importants de l'arrêt des hostilités.
En effet, les responsables austro-hongrois, parfaitement conscients de la réalité du rapport de force durant le dernier trimestre du conflit, est obligé de rendre public, dès le 3 octobre, l'ampleur de la défaite que constitue la fin de l'alliance avec la Bulgarie. De plus, la nouvelle des succès alliés en Serbie entraîne la panique en Hongrie, directement menacée par les pointes franco-serbes à partir du 15 octobre
Cependant, la Hongrie ayant déclaré son indépendance dans les premiers jours de novembre, tout en tentant de se désolidariser de la politique belliqueuse du Reich, et les Serbes souhaitant parvenir le plus au nord possible dans le cadre de la compétition qui les oppose aux Italiens, ce retrait austro-hongrois s'opère dans les Balkans en ordre dispersé.